# Datsan de Tchita
Le datsan de Tchita Dambaa Braibunliing  (en russe : Чити́нский даца́н «Дамба́ Брайбунли́нг», en bouriate : Шэтын дасан) est un datsan bouddhiste tibétain située à Tchita, dans le kraï de Transbaïkalie, en Russie.

## Géographie
Le datsan est situé dans la ville de Tchita, dans le kraï de Transbaïkalie, en Sibérie orientale. Il se trouve au no 2 de la rue Bogomiagkova.

## Histoire

### Empire russe
Bien que le bouddhisme tibétain soit l'une des principales religions de Transbaïkalie, aucun édifice religieux n'existait à Tchita jusqu'à la fin du XIXe siècle. En 1898, un petit site de prière (dugan) fut construit en centre-ville avec 60 000 roubles de al communauté bouriate, qui subsiste toujours à ce jour. Ce site fut construit par les moines bouddhistes de Goussinooziorsk, mais n'était officiellement considérée seulement comme une branche du musée d'histoire locale.
Le gouverneur général de l'oblast de Transbaïkal Matsievski autorisa le 23 mars 1899 (4 avril dans le calendrier grégorien) la construction d'un datsan dans la ville. Ce dernier ouvrit lui aussi en centre-ville (actuel parc Odor) le 15 août 1899 (27 août dans le calendrier grégorien). Mais dans la nuit du 14 au 15 janvier 1914 (28 janvier dans le calendrier grégorien), l'édifice brûla dans des circonstances non-élucidées à ce jour.

### Fédération de Russie: Bâtiment actuel
L'idée de construction d'un nouveau site émerga en 2000 par l'organisation des Bouriates de l'oblast de Tchita, initiative soutenue par le gouverneur régional Ravil Gueniatouline entre autres. Le site du futur datsan fut consacré le 26 mai 2001 par des lamas des datsans de Transbaïkalie et des fidèles. L'architecte du projet était Munkojargal Dylgyrjapov.
Le 12 juin 2002, lors du jour de la Russie, un bureau de représentation du datsan d'Aga fut ouvert par le lama Bair Tsympilov dans la ville, destinée à soutenir le projet de datsan à Tchita. Le datsan devait alors être rattachée à la  Sangha traditionnelle bouddhiste de Russie, Sangha dépendant du Gelugpa. Au cours de l'été 2002, la première pierre fut posée, et la construction fut financée par les dons d'habitants bouddhistes de Transbaïkalie, par des entreprises et des organisations.En avril 2006, le futur datsan fut nommé Dambaa Braibunliing, signifiant  « le lieu où est collecté le riz des enseignements du Bouddha ». La construction prit du retard mais en 2007 le gouvernement d'Aga-Bouriatie apporta 46 millions de roubles au financement du chantier. Le 15 août 2010, le datsan fut inauguré, en présence du  +chef spirituel russe des bouddhistes.